# روبرت ثوم
روبرت ثوم (بالإنجليزية: Robert Thom)‏ هو رسام توضيحي أمريكي، ولد في 4 مارس 1915، وتوفي في 31 ديسمبر 1979.